# Crema postsolar

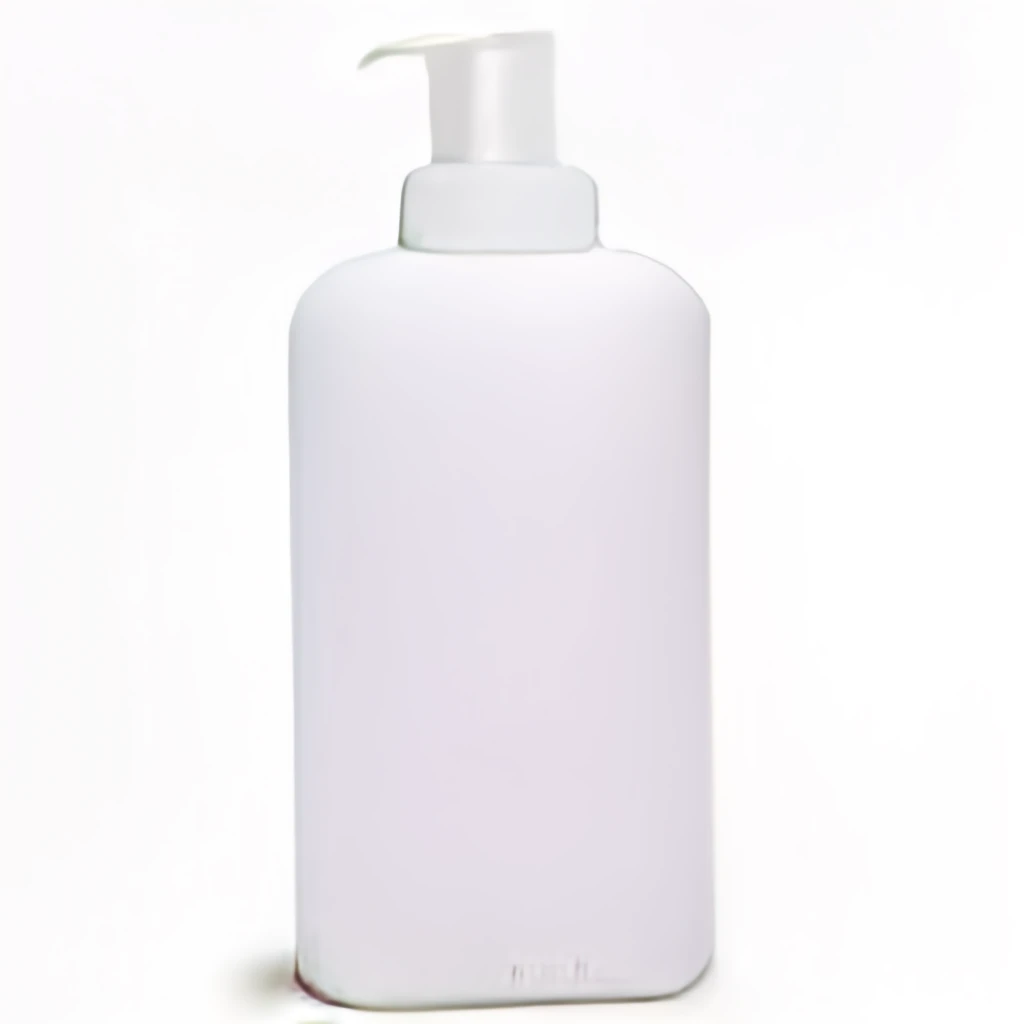
Recipient de crema postsolar dibuixat per una intel·ligència artificial.

La crema postsolar (de vegades coneguda pel seu nom en anglès, after-sun) és un producte cosmètic en forma de crema, loció, esprai, etc. que s'aplica sobre la pell després de l'exposició solar per a hidratar-la i intentar alleujar-la de l'escalfor, envermelliment i cansament. L'ús d'after-sun no evita les cremades ni que la pell es peli, ni la lliura de la radiació que ja ha rebut, ni per tant pot substituir una crema solar amb fotoprotecció aplicada abans de l'exposició solar.